# Aurivilliola
Aurivilliola – rodzaj kosarzy z podrzędu Eupnoi i rodziny Sclerosomatidae.

## Występowanie
Przedstawiciele rodzaju występują w Azji od Indii po Timor.

## Systematyka
Opisano dotąd 17 gatunków kosarzy z tego rodzaju:
- Aurivilliola annamensis Roewer, 1927
- Aurivilliola aurivillii (Thorell, 1894)
- Aurivilliola bispinifera Roewer, 1929
- Aurivilliola difformis Roewer, 1955
- Aurivilliola ephippiata Roewer, 1955
- Aurivilliola fagei Schenkel, 1963
- Aurivilliola femoralis Roewer, 1955
- Aurivilliola hirsuta Roewer, 1915
- Aurivilliola javana Roewer, 1931
- Aurivilliola nigripalpis Roewer, 1929
- Aurivilliola palpalis Roewer, 1915
- Aurivilliola segregata Roewer, 1955
- Aurivilliola sepia (Loman, 1892)
- Aurivilliola shanica Roewer, 1929
- Aurivilliola sumatrana Roewer, 1931
- Aurivilliola tibialis Roewer, 1955
- Aurivilliola timorensis Schenkel, 1944